# Baby Doll Jacobson
William Chester Jacobson, dit Baby Doll Jacobson, est un joueur de baseball américain né le 16 août 1890 et mort le 16 janvier 1977. Joueur de champ extérieur, il a joué 11 saisons dans les ligues majeures de baseball nord-américaines, ayant effectué la majeure partie de sa carrière avec les Browns de Saint-Louis, entre les années 1915 et 1927. Il a également joué pour les Tigers de Détroit en 1915, Red Sox de Boston en 1926 et 1927, les Indians de Cleveland et les Athletics de Philadelphie en 1927.
Jacobson a été l'un des meilleurs frappeurs de la Ligue américaine durant ses premières années de carrière. Sa moyenne au bâton est supérieure à 0,300 sur sept saisons consécutives, dont une moyenne à 0,355 en 1920 et une moyenne à 0,352 en 1921. Joueur puissant, il finit second derrière Babe Ruth en 1922 avec 122 points produits cette saison. Sur l'ensemble de sa carrière, sa moyenne au bâton est de 0,311 et il finit à deux reprises dans le top 10 des Meilleurs joueurs de la Ligue américaine. Entre 1919 et 1926, Jacobson est crédité de 1473 coup sûr, se classant sixième des ligues majeures de baseball derrière Sam Rice (1639), Rogers Hornsby (1626), Harry Heilmann (1556), George Sisler (1495) et Ty Cobb (1478).
Jacobson a été également l'un des meilleurs défenseurs de son époque. Il bat 13 records de défense durant sa carrière, et ses 488 retraits en 1924 constituent un record des ligues majeures jusqu'en 1928 et un record de la Ligue américaine jusqu'en 1948.